# Legado en los huesos (novela)
Legado en los huesos es una novela de la escritora española de novela negra Dolores Redondo Meira.
Se corresponde con la segunda entrega de la trilogía del Baztán, que fue adaptada al cine en 2019.

## Argumento
Aunque el primer volumen cerró la trama de la investigación, la segunda entrega comienza con el juicio contra el padrastro de la joven Johana Márquez. Amaia es reclamada por la policía, ya que el acusado acaba de suicidarse en los baños del juzgado y ha dejado una nota dirigida a la inspectora, una nota con un solo mensaje: «Tarttalo». Amaia Salazar deberá descubrir su significado y al mismo tiempo conoceremos detalles inquietantes de su pasado.